# آشپزی لیبیایی

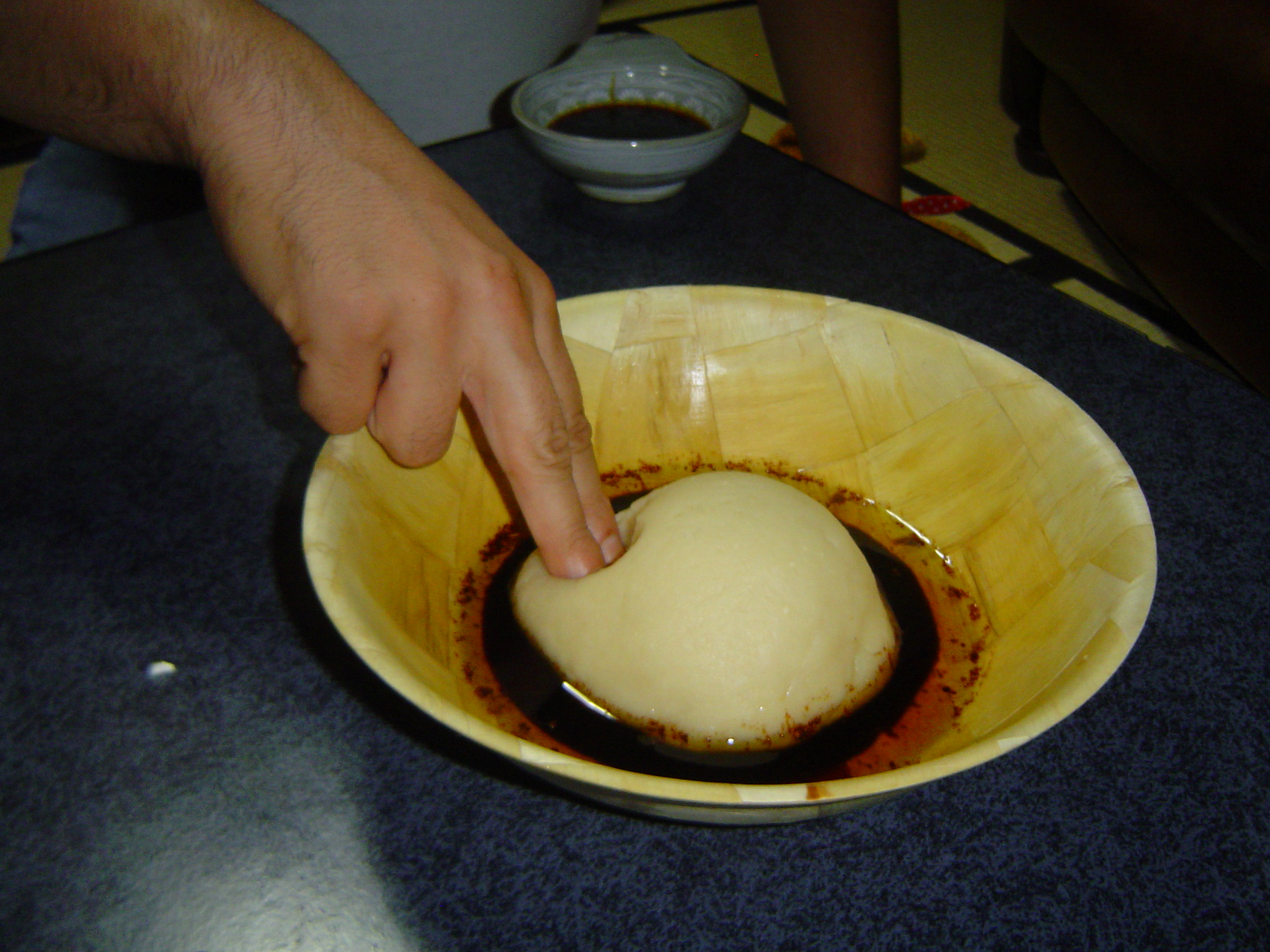
آسیدا لیبیایی با شیره خرما و روغن داغ گوسفند سرو می‌شود. روش سنتی خوردن آسیدا لیبیایی این است که این کار را با استفاده از انگشت اشاره و وسط دست راست انجام دهید.

موقعیت لیبی

آشپزیی لیبی ترکیبی از سبک‌های بربری، عربی و مدیترانه ای که تحت نفوذ آشپزی عثمانی و ایتالیایی نیز قرار گرفته است. یکی از محبوب‌ترین غذاهای لیبیایی بازن است، نان فطیری که با جو، آب و نمک تهیه می‌شود. بازن از جوشاندن آرد جو در آب و ورز آن برای ایجاد خمیر با استفاده از ماگراف تهیه می‌شود که چوبی منحصر به فردی است که برای این منظور طراحی شده است.